# 張桂越
張桂越（1949年12月—），是一位出身臺灣的新聞工作者。她是新聞通訊社「台通社」及《周刊巴爾幹the Balkans》的創辦人。

## 經歷
1949年，張桂越的母親在逃難過程於廣西桂林漓江畔分娩生下她；隨後，母親帶著她跟隨國民政府部隊前往越南。她也因此被命名為「桂越」。 隨後，母女倆與父親於香港重新會合。
她的父親此後擔任牧師，並又陸續與她母親生下5個子女。
她曾就讀於美國基督教効力會基督書院，後又前往美國攻讀語言學及傳播學，並對傳播產業產生興趣。返回臺灣後，她成立出版社並出版數本以「離婚」為主題的書籍。
結束出版社事業後，張桂越在電視節目《華視新聞雜誌》擔任執行製作並負責採訪新聞。後來，她在1990年前往威爾斯大學就讀於其新聞研究所，並先後擔任華視和臺視駐英特派員，又於1993年任傳訊電視倫敦分社主任。
1997年，張桂越創立個人新聞通訊社「台通社」。
1999年，張桂越前往馬其頓報導臺馬建交；但是，兩國在不到兩年半後即宣告斷交。張桂越從此旅居當地，並持續經營台通社，以向各電視臺接案方式營運。 當時，張桂越曾在前往希臘駐馬其頓辦事處辦理簽證時遭刁難羞辱，並因而在當地召開記者會表達抗議，還號召曾受該辦事處羞辱的群眾至當地市政府廣場連署；不久，該事件引起當地媒體高度關注，許多人也前往連署，希臘外交部副部長終於親自拜訪致歉並懲處相關人員。
2000年代起，張桂越開始旅居巴爾幹半島。
2007年  出版《追獵藍色巴爾幹》
2009年  出版《阿娜答的神秘世界》
2011年  出版《失去非洲的犀牛》  入圍2012年金鼎獎人文類圖書
2012年，張桂越以新臺幣5萬元為資本創辦《周刊巴爾幹the Balkans》。
2015年10月，張桂越與許中熹、林信辰前往歐洲考察歐洲難民問題的源頭。 同年11月，張桂越前往土耳其庫德族聚居地區採訪其國會選舉，遭當地戒備軍隊以武力威脅。
2018年3月  赴梵蒂岡拍攝紀錄片「仙花寺」 片長47分鐘
2018年9月  「仙花寺」殺青 但還未正式播出
2018年10月  紀錄片「仙花寺」即將上映

## 語錄
- 「記者一定要把自己種在現場，才能發芽。」[7]

## 外部連結
- 張桂越的Facebook專頁
- 周刊巴爾幹 the Balkans的Facebook專頁

### 報導
- · 叛逆· 張桂越：「過一個有意思的人生」 – 潮人物雜誌
- 戀戀巴爾幹張桂越辦周刊不怕沒好貨| 新頭殼newtalk （页面存档备份，存于）

### 訪談
- GOOD TV 真情部落格馬其頓的呼喚~張桂越 - GOOD TV好消息電視台 （页面存档备份，存于）